# Der Kommissar und die Wut
Der Kommissar und die Wut ist ein deutscher Fernsehfilm von Andreas Senn aus dem Jahr 2020  Es ist die zweite Folge der Krimireihe Der Kommissar und … mit Hauptdarsteller Roeland Wiesnekker in der Rolle des Berliner Ermittlers Martin Brühl. Der Film wurde am 7. Dezember 2020 im ZDF als Fernsehfilm der Woche erstmals ausgestrahlt.
Berliner Kommissar Martin Brühl ermittelt in einem Entführungsfall, der ihn in das Umfeld illegaler Autorennen bringt.

## Handlung
Heiner Jatzkowski, ein Luxusautohändler, erhält eine Lösegeldforderung, auf die er anfangs nicht eingehen will, weil er sie nicht so recht ernst nimmt. Sein neunzehnjähriger Sohn Tim ist zwar verschwunden, aber Jatzkowski hält den Erpressungsversuch für einen Fake. Nachdem die Polizei zu ermitteln beginnt, wird schon bald Tims Auto gefunden. Es hat eine private Ausfahrt in Zehlendorf versperrt und musste abgeschleppt werden. Kommissar Martin Brühl befragt die Nachbarschaft und hat schon bald eine Theorie: Wenn jemand wie Tim Jatzkowski mitten in der Nacht mit seinem Ford Mustang in einer Wohngegend auftaucht und dort mit dem Motorenlärm Leute belästigt, dürfte es sicher Einen gegeben haben, der sich das nicht gefallen ließ. Die Auseinandersetzung könnte eskaliert sein und, um davon abzulenken, wird es als Entführung getarnt. Deshalb will Brühl von allen Anwohnern der Straße, in der das Auto abgestellt wurde, ein Profil erstellen lassen. Bei seiner ersten Befragung war ihm bereits ein Oliver Froeling aufgefallen, der eine frische Blessur im Gesicht aufwies. Die Hinweise auf Froeling verdichten sich, als Brühl herausfindet, dass dessen Frau vor wenigen Monaten von einem bisher unbekannten Raser überfahren wurde. Dem Kommissar ist klar, dass in dem Mann jede Menge Wut stecken muss und er Leuten wie Jatzkowski, die solche hochgetunten Autos verkaufen, die Mitschuld an der Tragödie geben dürfte. Nach Recherchen von Brühls Kollegen hatte Froeling vor wenigen Tagen versucht einen Kredit zu erhalten, weil er eine sehr hohe Belohnung aussetzen wollte, um den „Mörder“ seiner Frau zu finden.
Unabhängig von der Polizei versucht Heiner Jatzkowski selbst seinen Sohn ausfindig zu machen. Unter seinen Stammkunden, die er mit getunten Luxussportwagen versorgt, gibt es genügend mit Kontakten zu den Berliner Clans. Auch sie gehen den Weg, den Brühl eingeschlagen hat, und werden so auf Froeling aufmerksam. Dort lässt die Polizei inzwischen eine Hausdurchsuchung durchführen, findet aber außer ein paar blutigen Mulltupfer nichts Verdächtiges. Kaum dass Froeling auf dem Polizeirevier verhört wird, geht von Tim ein Anruf an seinen Vater ein, dass er den Entführern umgehend das Lösegeld bringen soll. Damit wird die Theorie von Brühls Kollegin Susanne Koch genährt, die vermutet, dass Tim sich aufgrund eines schwierigen Verhältnisses zu seinem sehr dominanten Vater selbst entführt hat. Während Tims Vater auf dem Weg zum Übergabeort des Lösegeldes observiert wird, bleibt Brühl auch Oliver Froeling auf den Fersen. Doch beides bringt nicht den gewünschten Erfolg. Für Brühl bleibt nur noch die Erklärung, dass Entführer und Opfer zusammengearbeitet haben könnten. Damit soll er recht behalten, denn Tim hatte sich tatsächlich auf Froeling eingelassen. Eigentlich wollte Tim in jener Nacht Froeling nur aufsuchen, um irgendwie mit sich ins Reine zu kommen, denn Tim war es, der den Unfall verursacht hat und die Schuld am Tod von Froelings Frau trägt. Er hatte dessen Adresse ermittelt und wollte mit ihm reden. Dazu kam es jedoch nicht, weil Froeling aus dem Haus auf dessen Auto zustürzte, als er den Motorlärm gehört hatte und sogleich an seine Frau denken musste. Ohne Tim etwas sagen zu lassen, hatte er auf ihn eingeschlagen, bis dieser bewusstlos war. Nachdem er herausgefunden hatte, dass Tim der Sohn von Jatzkowski ist, kam er auf die Idee, sich das nötige Geld für die von ihm angedachte Belohnung zu holen. Dass er den Verantwortlichen bereits in seinen Händen hat, ahnte er zu diesem Zeitpunkt nicht. Er wundert sich allerdings, dass Tim große Energie auf die Beschaffung des Lösegeldes entwickelt, denn während er zur Polizei musste, hatte Tim das Geld allein abgeholt und ihm nun hergebracht. Als dieser die Tasche ausschüttet und sieht, dass die Geldbündel innenseitig nur aus Papier bestehen, wird er wütend und will seinen Vater erst recht „bluten“ lassen. Seine Wut steigert sich derart, dass er sich selbst den Daumen abhackt, um der Forderung Nachdruck zu verleihen. Froeling meint jedoch, es sei jetzt genug. Selbst als Tim ihm beichtet, der schuldige Fahrer zu sein, ruft Froeling letztendlich Brühl an, um ihm zu sagen, wo sie Tim finden können. Dieser wird sofort notoperiert und hat jegliche Schuld auf sich genommen. Die Entführung wäre einzig und allein seine Idee gewesen und er hätte Froeling nur als Komplizen benötigt. Brühl weiß, dass dies nicht stimmt, aber er übermittelt Froeling dennoch diese Nachricht.

## Produktion
Die Dreharbeiten zu Der Kommissar und die Wut fanden im Zeitraum vom 5. März bis zum 9. April 2019 in Berlin statt. Die Produktion erfolgte im Auftrag des ZDF durch die  goodfriends Filmproduktion.
Die Kamera führte Leah Striker – für den Ton zeichneten Andreas Mücke-Niesytka und Rainer Gerlach verantwortlich, für das Szenenbild Anke Osterloh, für das Kostümbild Gitti Fuchs und für die Maske Charlotte Chang und Mirjam Himmelsberger. Verantwortlicher Redakteur war Daniel Blum (ZDF).

## Rezeption

### Kritik
In der Frankfurter Allgemeinen Zeitung kommt Kai Spanke zu dem Schluss, dass sich Regisseur Andreas Senn in seinem Film im Besonderen um „das Leid der Hinterbliebenen […] kümmert […] indem er vor allem Froelings Perspektive, seinen Absturz und seine Ohnmacht in den Blick nimmt“ – eine Sichtweise die bei bekannten realen Straftaten ähnlicher Art meist auf der Strecke bleibe. Glücklicherweise sei Der Kommissar und die Wut auch nicht zur „Sozialstudie“ ausgeufert, meint Spanke weiter und sieht dennoch „die Wut, die der Film im Titel führt“ durch die Charaktere des Witwers („ein geiferndes Bündel aus Hass und Rachsucht“), des Ermittlers („grummelig“ und „angepisst“) und des Sohnes („Tim hält kaum aus, wie sein aalglatter und restlos empathiefreier Vater alle Entscheidungen für ihn trifft“) gut „befeuert“.
Tilmann P. Gangloff, der in seiner Kritik bei tittelbach.tv auch noch einmal sehr lobende Worte für den ersten Film dieser Reihe mit Roeland Wiesnekker als „ebenso ruppigen wie einfühlsamen Instinktbullen“ fand, vergab fünf von sechs Sternen und meinte, Der Kommissar und die Wut erfülle „höchste Ansprüche“. Inspiriert „von einem realen Berliner Vorfall aus dem Jahr 2016“ habe Drehbuchautor Christoph Darnstädt „einen sehr komplexen, [und] nie komplizierten Plot entwickelt, der voller aufregender Wendungen“ stecke. Dessen filmische Umsetzung in ein „angenehmes Tempo“ („flott und flüssig“) sei Andreas Senn gelungen und die Kamera von Leah Striker suche „die Charaktere“ und gehe „mitunter ganz nah ran, um der Verzweiflung ins Gesicht zu blicken.“ Begeistert zeigte sich Tittelbach auch von den Hauptfiguren, die von den Darstellern in geradezu radikaler Art „zu Ende gedacht werden.“
„Stark gespieltes Krimidrama um Schuld und Sühne“, meinten die Kritiker der Fernsehzeitschrift TV Spielfilm über den Film und bewerteten diesen mit dem Daumen nach oben.

### Einschaltquoten
Die Erstausstrahlung von Der Kommissar und die Wut am 7. Dezember 2020 wurde in Deutschland von 6,02 Millionen Zuschauern gesehen und erreichte einen Marktanteil von 18,6 % für das ZDF.